# 哲学の定義
哲学の定義（てつがくのていぎ）は、哲学の各形態が共通に持つ要素を特定し、哲学を他の学問分野と区別する方法を見つけることを目的とする。哲学の定義として、これまで多くのものが提唱されてきたが、どの定義が正しいかについてはほとんど合意が得られていない。哲学が体系的・批判的で、その方法論自体を精査の対象とする理性的な探究の一形態であるといった、哲学のおおまかな定義は広く受け入れられているが、このような定義は哲学の定義としては非常に広義であり、適切な定義とはみなされていない。より踏み込んだ具体的な定義の中には、「哲学」として歴史的に受け入れられてきた分野を定義から除外しているなどの理由で論争の的となっているものも多い。哲学を定義することの困難さの理由の一つとして、「哲学」という用語の意味が時代ごとに変化してきたという事実が挙げられる。例えば、現代では独立した別の学問分野と考えられている自然科学は、歴史的には哲学の一分野と考えられてきた。しかしながら、現代でも、「哲学」は広範な分野を内含する多義的な用語である。
哲学の定義に向けたアプローチとして、収縮主義（英: deflationism）と本質主義（英: essentialism）が挙げられる。収縮主義は、「哲学」という用語をそれ自体では意味を持たない空疎な用語として扱う一方、本質主義は、哲学の全分野が共通して持つ何らかの特徴が存在すると主張する。この2つの立場の中間に位置する立場として、哲学の各分野はすべてがある共通の特徴を持っているわけではないが、それぞれが家族的類似によって関連づけられているという考え方がある。別のアプローチでは、実証的証拠ではなく純粋な理性を使うという哲学の特徴が重視される。また、あるアプローチでは、事実上ほぼすべての分野が哲学に含まれているという点や、哲学が世界全体や「重大な問い」への答えを見つけることを目的としているという点など、哲学が対象とする主題の広範さが重視される。これらのアプローチを組み合わせることで、より正確な定義が得られる可能性がある。